# A Moebius átjáró (film)
A Moebius átjáró (eredeti cím: Thru the Moebius Strip)  2005-ben bemutatott hongkongi CGI-animációs sci-fi.

## Cselekménye
|  | Alább a cselekmény részletei következnek! |

A nem túl távoli jövőben Simon Weir feltaláló megtalálja a módját, hogy a Möbius-szalaghoz hasonlóan meggörbítse a háromdimenziós teret, így elvileg távoli térbeli pontok közel kerülhetnek egymáshoz. Amikor a szerkezet elég stabilan működik, a bátor feltaláló átlép a szalag által létrehozott térbe, és egy gazdag és idegen vegetációjú helyen találja magát. Szinte azonnal foglyul ejtik hatalmas, értelmes lények. Hamarosan azonban a fiatal uralkodójelölt tanítója lesz a földi ember.
A Földön közben hét év telik el. A feltaláló fia, Jac nem adja fel apja keresését, hisz benne, hogy valahol életben van. Az adatok keresése közben tiltott adatbázisokba is belép, aminek következménye az, hogy ő és anyja házi őrizetbe kerülnek. Jac már hétéves kora óta hallja időnként apja hangját, de anyja szerint ez csak képzelődés. Azonban a fiúnak van igaza, mert apja is kitartóan próbálkozik az átjáró újbóli megépítésével, ami azonban nem működik elég stabilan, ezért átkelésre nem használható, de a fia által hallott üzeneteket ő küldi.
A Rafika bolygó a Földtől 27,2 millió fényév távolságra van, a Szűz csillagképben. A bolygón hatalmas termetű értelmes lények élnek, akiknek halványkék bőre van, kezükön négy ujj található, három orrnyílásuk van. Képesek a mágia alkalmazására, a feltaláló által megépített átjáró energiaellátásához is kristályokat használnak. Simon ennek segítségével az eddigi legtisztább üzenetet küldi a fiának, egy bizonyos Callistóról beszél.
Mivel Redzsisz, a törvényes trónörökös még fiatal, nagybátyja, Tor ragadja magához a hatalmat, miután Redzsisz nevelőjét árulással vádolja meg és megöli. Redzsisz hisz neki, ezért Simont is börtönbe vetik. A nevelő azonban még halála előtt nyomra vezeti Redzsiszt, aki rájön, hogy apját nem egy vadállat ölte meg, ahogy mondták neki, hanem Tor szúrta le. Ezért kiszabadítja Simont és Allanát. Simonnak azonban nem sikerül elmenekülnie, Tor újból elfogja. Redzsisz a Tor ellen harcoló ellenálló harcosok élére áll, akik elfogadják vezetőjüknek.
Jac és anyja a tiltás ellenére egy repülő szerkezetben elmennek otthonról, az űrben lerázzák az őket üldöző rendőröket, és egy nagyobb településen megtalálják a Jac apja által megadott helyet, ahol egy embernek látszó robot fogadja őket, és a titkos helyen lévő laboratóriumba továbbítja őket, ahova egy nagy sebességű földalatti vasúttal mennek. A laboratóriumban lévő szerkezet megjavítása után Jac azonnal az apja után siet. Jac a Rafika bolygón az ellenállók fogságába kerül, akik azonban kioldozzák, amikor megtudják, hogy ő az ember Simon fia.
Jac és Redzsisz behatolnak Tor várába, és kiszabadítják Jack apját, Simont. Nem sokkal később Jac anyja is megérkezik a portálon keresztül.
Redzsisz a hadsereg élén szembeszáll Tor seregével és győzelmet arat. Tor azonban ezt nem fogadja el, és a portálhoz menekül, ahonnan új hadsereg felbukkanását várja. A portál azonban magába szippantja és Tor egy idegen bolygón ér földet, ahol még nála is nagyobb lények élnek...
|  | Itt a vége a cselekmény részletezésének! |

## Szereposztás
- Eredeti színészek és magyar szinkronszínészek.

| Szereplő      | Eredeti hang           | Magyar hang      | Leírás                                                  |
| ------------- | ---------------------- | ---------------- | ------------------------------------------------------- |
| Jac Weir      | Chris Marquette        | Baráth István    | a feltaláló fia                                         |
| Caroline Weir | Peri Gilpin            | Bognár Anna      | a felesége                                              |
| Redzsisz      | Jonathan Taylor Thomas | Pálmai Szabolcs  | trónörökös a Rafika bolygón                             |
| Simon Weir    | Mark Hamill            | Király Adrián    | feltaláló, aki létrehozza a Möbius átjárót              |
| Allana        | Kellie Martin          | Törtei Tünde     | Redzsisz barátja és segítője, ért a mágia használatához |
| Tor Király    | Michael Dorn           | Berzsenyi Zoltán | árulás és királygyilkosság után királynak nevezi magát  |
| Artur         | Daniel Davis           | Kapácsy Miklós   |                                                         |
| Sepvé         | Jean Simmons           | Illyés Mari      | Redzsisz mentora, akit Tor hamis váddal megöl           |
| Bodkus        | John DiMaggio          | Faragó András    |                                                         |

## Megjelenése
A filmet válogatott mozik 2010. augusztus 6-án mutatták be.

## Fogadtatás
A filmet 2005-ben, a Cannes-i fesztivál-on mutatták be. Azonnal jó kritikákat kapott az animációs munkára.

## A film készítése
A filmet amerikai stúdiókban készítették, a renderelést pedig az Institute of Digital Media Technology-ban (IDMT), ami Sencsenben található (Kína). A projekt 2000-ben indult 200 animátorral. Ez a szám a filmkészítés végére 400-ra emelkedett. Más hasonló kínai produkcióktól eltérően a film eredetileg is angol hanggal készült, kínai szinkront később készítettek hozzá.
A film előzetes bemutatója a 2. Nemzetközi animációs és képregény fesztiválon volt Hangcsouban, 2006. április 27. és május 3. között.

## Fordítás
Ez a szócikk részben vagy egészben  a   Thru the Moebius Strip című angol Wikipédia-szócikk fordításán alapul.  Az eredeti cikk szerkesztőit annak laptörténete sorolja fel. Ez a jelzés csupán a megfogalmazás eredetét és a szerzői jogokat jelzi, nem szolgál a cikkben szereplő információk forrásmegjelöléseként.